# آشوت چاخویان
آشوت سمباتی چاخویان (ارمنی: Աշոտ Սմբատի Չախոյան؛ زادهٔ ۲۲ مارس ۱۹۴۴) یک  سیاستمدار اهل ارمنستان است که از تاریخ ۱۹۹۰ تا تاریخ ۱۹۹۵ سمت نمایندگی دوره اول شورای عالی جمهوری ارمنستان را برعهده داشت.

## زندگی‌نامه
در 	۲۲ مارس ۱۹۴۴ در ارمنستان به دنیا آمد . 